# Polizeiruf 110: Bruder Lustig
Bruder Lustig ist ein deutscher Kriminalfilm von Thomas Jacob aus dem Jahr 1995. Der Fernsehfilm erschien als 172. Folge der Filmreihe Polizeiruf 110.

## Handlung
Die Geschäfte des in Görlitz ansässigen Fuhrunternehmens Gebrüder Lustig gehen schlecht. Während Lothar neue Kunden gewinnen will, fährt Uwe Touren durch Deutschland und nach Polen. Er liebt die Ehefrau seines Bruders, Monika, die als Sekretärin im Unternehmen arbeitet. Sie plant, ihren Mann für Uwe zu verlassen, weiß aber, dass er auch ein Verhältnis zur polnischen Laborantin Elzbieta hat, die in einem nahegelegenen Betrieb arbeitet. Seit einiger Zeit ist Uwe unzufrieden. Er hatte in Absprache mit Lothar begonnen, kleine Mengen Altfarbe über die Grenze nach Polen zu bringen, doch haben sich diese illegalen Transporte inzwischen verselbständigt. Inzwischen schafft Uwe regelmäßig mehrere Tonnen über die Grenze, deren Inhalt er nicht kennt. Er erhält die Tonnen von Sägewerksbesitzer Sikowski, der die Transporte stets mit einer Sägemehllieferung nach Polen kombiniert. Sikowski wiederum erhält die Tonnen über Dr. Müller-Barmstedt, dem Leiter der Chemiefabrik Chenolan. Als Uwe erkennt, dass er hochgefährliche Altstoffe transportiert, fordert er von Sikowski eine angemessenere Bezahlung für seine Leistung und will gar ganz aus dem Geschäft aussteigen. Dr. Müller-Barmstedt wiederum ist sich nun nicht mehr sicher, ob Uwe der richtige, verschwiegene Mann für die Transporte ist, zumal nach einer anonymen Anzeige die Zollfahndung in Gestalt des Zollamtmannes Weißer sowohl bei Lustigs als auch bei Sikowski und Chenolan erscheint und Fragen nach den Fässern stellt.
Uwe hat für seine Familie unerkannt begonnen, für Dealer Drogen aus Polen nach Deutschland zu schmuggeln. Monika fällt auf, dass er plötzlich viel Bargeld besitzt, doch behauptet er, er habe es im Glücksspiel gewonnen. Auch privat ergeben sich für Uwe Veränderungen: Elzbietas Ehemann Jacek kommt dahinter, dass Uwe mit seiner Frau schläft und stellt ihn zur Rede. Uwe trennt sich daraufhin von Elzbieta. Kurze Zeit später wird Uwes Leiche in der Neiße gefunden. Er wurde erschossen. Hauptkommissar Beck aus Dresden wird aus dem Urlaub geholt und leitender Ermittler im Mordfall Lustig. Er arbeitet jedoch nach anfänglichem Zögern mit dem Zollamtmann Weißer zusammen, da der Fässertransport mit dem Mord an Lustig zusammenhängen könnte. Weißer erhält von Sikowski das Geständnis, dass er von Chenolan Fässer erhalten und diese durch Uwe nach Polen hat transportieren lassen. Die Fässer wurden dabei separat abgeliefert; für Chenolan bedeutete dies eine preiswerte Entsorgung von Giftmüll. Durch einen Zeugen kann der eifersüchtige Jacek ausfindig gemacht und verhaftet werden. Er hat zwar eine Schusswaffe, doch wurde diese seit langer Zeit nicht mehr benutzt, so dass Jacek als Täter nicht infrage kommt.
Weißer findet in Uwes Lastwagen ein Päckchen mit drei Kilogramm Drogen, so dass die Ermittler eine neue Spur haben. Ein Bekannter Uwes gibt an, dass dieser seit einiger Zeit immer ein paar Tütchen mit Drogen dabeigehabt habe. Die Ermittler erkennen, dass Uwe mit den Drogenhändlern in Konflikt gekommen sein muss, da er sich an dem Stoff bedient hat, den er eigentlich transportieren sollte. Wer die Hintermänner sind, ist jedoch vollkommen unklar. Lothar ist schließlich bereit, den Ermittlern als Lockvogel zu dienen. Er beginnt, Uwes Route zu übernehmen, transportiert Fässer unter Sägemehl und wird nach einigen Touren schließlich von den Drogenhändlern angesprochen. Die Übergabe des Stoffs soll an einer Raststätte geschehen. Alles geht gut, und die Ermittler können schließlich die beiden Drogenhändler verhaften, wobei der eine angibt, dass Uwe sterben musste, weil er sie betrogen und sich an den Drogen bedient hatte.

## Produktion
Bruder Lustig wurde unter anderem in Görlitz und an der polnischen Grenze gedreht. Der Film beruhte auf „Tatsachenrecherchen, bei denen unter anderem Bundesgrenzschutz und Zollamt behilflich waren“. Die Kostüme des Films schuf Anne-Gret Oehme, die Filmbauten stammen von Christa Köppen. Der Film erlebte am 2. Juli 1995 in der ARD seine Premiere. Die Zuschauerbeteiligung lag bei 22,5 Prozent.
Es war die 172. Folge der Filmreihe Polizeiruf 110. Hauptkommissar Beck ermittelte in seinem 10. und damit vorletzten Fall. Der spätere Polizeiruf-Ermittler Jaecki Schwarz („Hauptkommissar Herbert Schmücke“) ist als Ermittler der Zollfahndung zu sehen.

## Kritik
Für die TV Spielfilm könnte der Polizeiruf Bruder Lustig „gern einen Gang hochschalten“. „Die Handlung dieses Krimis […] schleppt sich schwerfällig dahin“, schrieb auch die Stuttgarter Zeitung, und nannte den Film ein „zähflüssig dahin wabernde[s] Spiel um Schmuggel, Liebe, Mord und Bandenwesen zwischen gewesener DDR und angrenzenden Ländern“. „Mit aller Macht versuchte er [Regisseur Jacob] der simplen Geschichte vom Fall eines viel verliebten Spediteurs zum toten Schmuggler etwas Spannung abzugewinnen“, stellte die Süddeutsche Zeitung fest, und befand, dass vor allem Arnold Fritzschs Filmmusik viel versprach, was die „lieblos inszenierten Bilder und die matten Figuren […] einfach nicht einlösen [konnten]“.
Der Tagesspiegel bezeichnete anlässlich der Ausstrahlung von Bruder Lustig den Polizeiruf als Reihe als überholt. Der Grundplot von Bruder Lustig gleiche dem der Polizeirufe der DDR-Zeit, wechsle er doch nur inhaltliche Sujets. Im Nachwende-Polizeiruf entfalle jedoch das subversive Element und Kritik dürfe offen benannt werden. Damit sei wiederum auch „diese allzu blutleere Form des Inszenierens hinfällig geworden. Wenn ihr Kitzel nicht mehr darin besteht, dass hinter dem kriminalistischen Biedermeier eine verborgene Renitenz steckt, dann hat die Bravheit keinerlei lustvolle Funktion mehr.“